# Micky Brühl Band

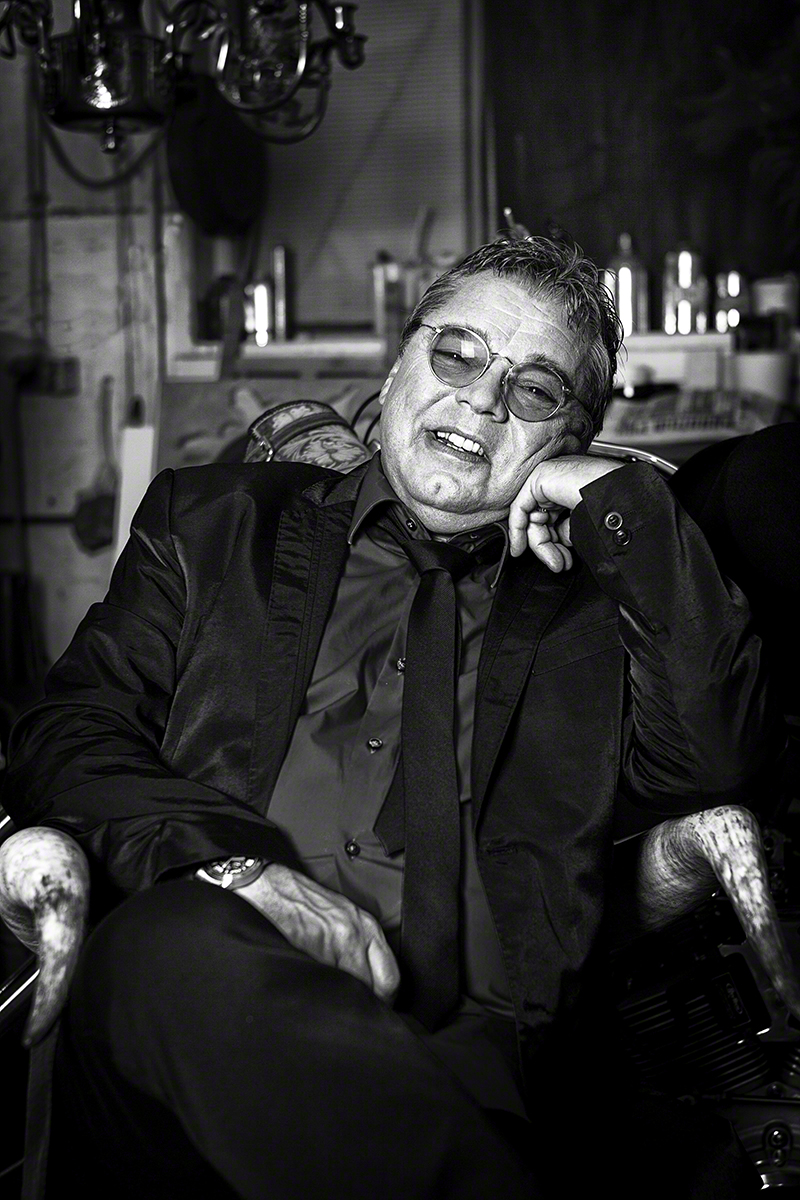
Micky Brühl (2013)

Die Micky Brühl Band (kurz: MBB) war eine kölsche Mundart- und Karnevalsband, die sich 2013 um den ehemaligen Frontmann der Paveier formierte.

## Geschichte
Nachdem Micky Brühl 29 Jahre lang Sänger der Kölner Band Paveier gewesen war, entschloss er sich nach seinem Ausstieg im Jahr 2012, eine Band unter eigenem Namen aufzubauen. Im Januar 2013 erschien die erste Single Die Nächte am Rhing sinn immer lang bei Ariola-Colonia, einem Sublabel von Sony Music Entertainment.
Im Oktober desselben Jahres erschien das erste Album der Gruppe mit dem Titel Von vorne, an dem auch Kölner Musiker wie Peter Brings und Erry Stoklosa (Bläck Fööss) mitgeschrieben hatten. Auf dem Album befindet sich auch der Titel Zo Fooss noh Kölle jonn, der eine Hommage an Willi Ostermanns inoffizielle Stadthymne Heimweh nach Köln sein soll. In ihrer ersten Karnevalssession 2013/2014 hatte die Band etwa 170 Auftritte.
2015 stieg der Gitarrist Michael Brettner ein. Im März 2018 verließen Manuel Sauer, Alex Vesper, Andi Kober, Simon Kurtenbach und Michael Brettner die Gruppe aufgrund persönlicher Differenzen und gründeten im Oktober desselben Jahres die Band Eldorado. Einige Wochen später wurden die neuen Mitglieder der Micky-Brühl-Band bekanntgegeben; die Gruppe bestand daraufhin aus sechs Mitgliedern. Nach dem Weggang von Gitarrist Mirko Rum im Jahr 2020 zählte die Gruppe noch fünf Mitglieder.
Seit dem Ende der Band im Jahr 2023 tritt Micky Brühl alleine auf und singt seine Lieder aus Zeiten der Paveier und der Micky Brühl Band ebenso wie neue Titel.

## Diskografie

### Alben (Auswahl)
- 2013: Von vorne (Ariola Colonia)
- 2014: Heim zom Chressfess (Ariola Colonia / Sony Music)
- 2016: Ein Hoch auf die Liebe – Das Album
- 2019: Usjesöök! (Xtreme Sound)

### Singles (Auswahl)
- 2013: Die Nächte am Rhing sinn immer lang (Ariola Colonia)
- 2013: Zo Fooss noh Kölle jonn
- 2013: Ich bin Kölner
- 2014: Dat Kölsche Hätz (Ariola Colonia)
- 2015: Su jung wie hück
- 2015: Wenn et dich nit jöv
- 2016: Die Stääne am Rhing
- 2016: Immer singe
- 2016: Ein Hoch auf die Liebe
- 2018: Hück is dä Daach
- 2018: Wenn do wells
- 2018: Jonn em Veedel ovends de Lampe ahn